# Motor Action FC
Motor Action FC is een Zimbabwaanse voetbalclub uit de hoofdstad Harare. De club werd in 2000 opgericht. Ze spelen in de Zimbabwe Premier Soccer League. In 2010 werden ze voor het eerst in hun geschiedenis landskampioen.

## Palmares
- Zimbabwe Premier Soccer League

Winnaar (1) : 2010